# Senaquerib

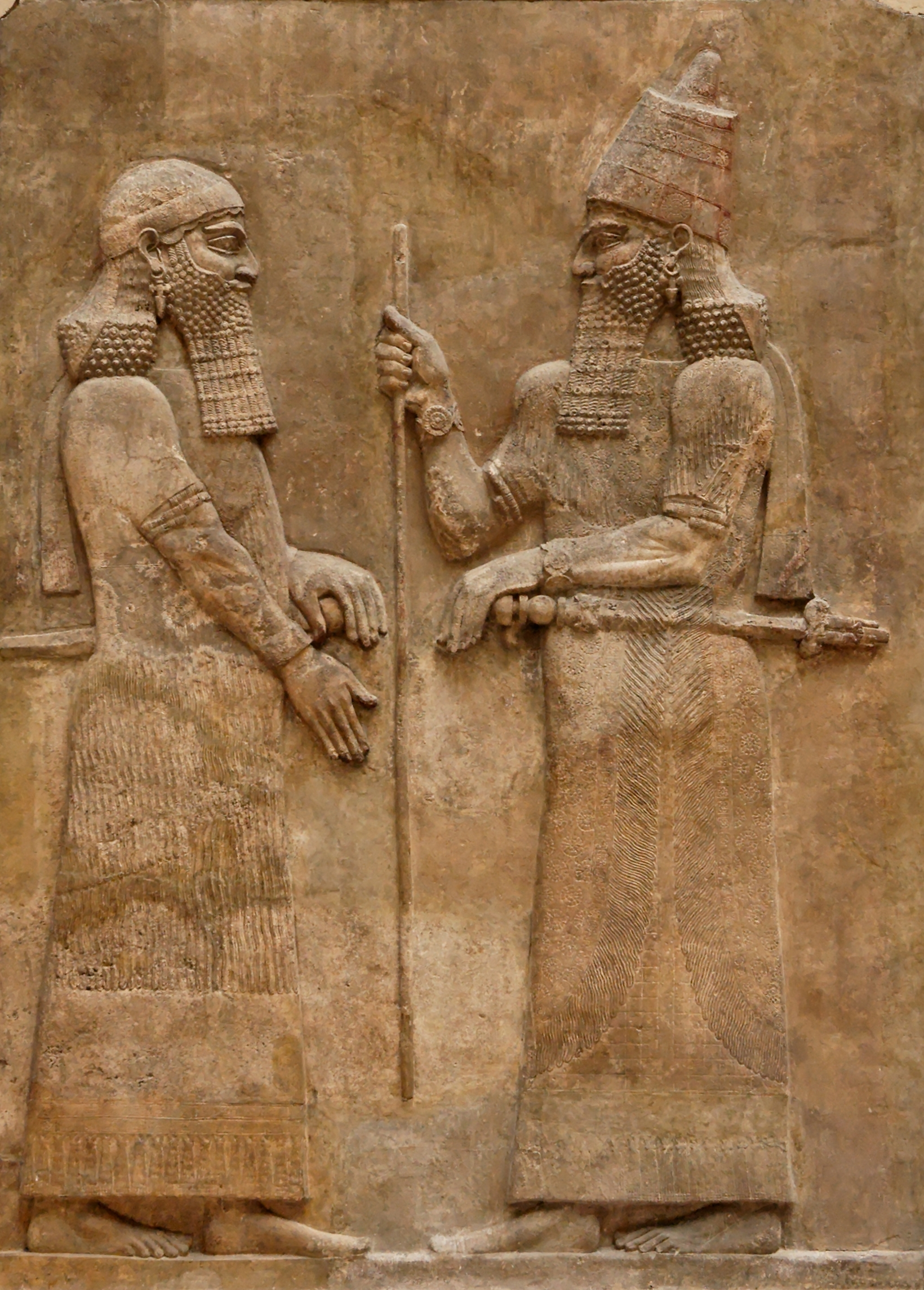
Sargón II (a la derecha) con su hijo el príncipe Senaquerib en un bajorrelieve de Dur-Sharrukin (Museo del Louvre).

Senaquerib (Acadio: ;  Śïn-ahhe-eriba, "Sin ha reemplazado a mis hermanos (perdidos) por mí") fue rey de Asiria desde el 12 de Av (julio-agosto) de 705 a. C. hasta su muerte, el 20 de Tevet (diciembre-enero) de 681 a. C., así como de Babilonia entre 705 y 703, y nuevamente desde 689 a. C. hasta su muerte.
Hijo y sucesor de Sargón II, estuvo ocupado en incesantes conflictos por todo el Creciente fértil durante la mayor parte de su reinado, guerreando con Elam, Urartu y Egipto. Combatió al rey Ezequías de Judá, sitió Jerusalén y arrasó Babilonia tras varias revueltas contra su dominio, la última de las cuales provocó la muerte de su hijo y heredero, Aššur-nādin-šumi, desgracia que acarrearía un conflicto sucesorio, a resultas del cual murió asesinado por dos de sus hijos en una revuelta palaciega. Fue sucedido y vengado por su hijo menor y heredero designado, Asarhaddón.
A pesar de su intensa actividad bélica, sus mayores esfuerzos los dedicó a la arquitectura y las obras públicas. Reconstruyó con colosales proporciones la antigua ciudad sagrada de Nínive, convirtiéndola en la gran capital de Asiria, dotándola de templos, palacios, jardines y murallas, y construyó el acueducto de Jerwan, un gigantesco acueducto para abastecerla de agua.

## Vida

### Comienzo del reinado (705-704a.C.)
A su muerte en 705 a. C., Sargón II dejó un Imperio Asirio sólidamente asentado, dotado de una eficaz administración y la maquinaria militar más formidable de su tiempo. Senaquerib, como sucesor designado, había sido bien instruido por su padre, y estaba versado en las artes de la guerra, la administración y la diplomacia. Sin embargo, apenas había subido al trono cuando comenzó una seria crisis, habitual con cada cambio de monarca en un imperio tan despótico y odiado como fue el suyo. Las victorias militares de Sargón no habían logrado acabar con el feroz espíritu de independencia de los pueblos sometidos, y había situado sus fronteras en vecindad de las tres grandes potencias próximorientales de la época: Egipto, Urartu y Elam, países que iban a procurar garantizar su propia seguridad espoleando las dificultades internas de los asirios. Elam, en particular, experimentaba una época de auge bajo el gobierno del enérgico Shuturnakhkhunte II, que había invadido Mesopotamia en 710 y 708 a. C., e iba a suscitar de nuevo muchos problemas a los asirios en Babilonia y la Baja Mesopotamia. Negándose a adoptar el título de shakkanakku ("virrey"), a fin de satisfacer al clero de Marduk y halagar el orgullo de los babilonios, Senaquerib se proclamó Rey de Babilonia, sin molestarse en adoptar un segundo nombre real babilonio o prodigarse en obsequios al Marduk y sus poderosos sacerdotes.

### La campaña de Babilonia (703a.C.)

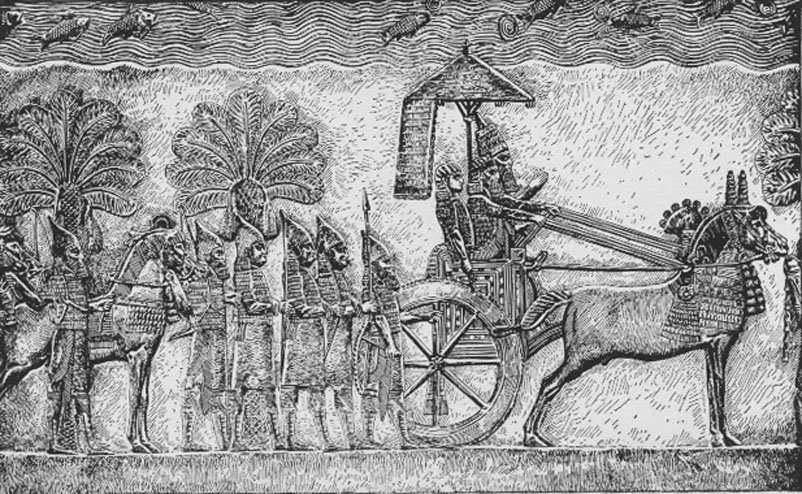
Senaquerib durante la campaña babilonia. Relieve de su palacio de Nínive.

Pronto se encendió la llama de la rebelión en Babilonia. En 703 a. C., un desconocido hijo de esclavos, Marduk-zakir-shumi II, expulsó a los asirios y se hizo con el poder; sin embargo, fue destituido apenas un mes después por el exmonarca Merodac-Baladán, derrotado por Sargón en 710 a. C., que había permanecido más de un lustro oculto en las marismas del País del Mar, esperando el momento de su venganza. Merodac-Baladán se hizo proclamar de nuevo rey de Babilonia y comenzó a recabar apoyos para combatir a los asirios. Empleando con prodigalidad los inmensos tesoros de oro, plata y gemas sepultados en el templo Esagila, se aseguró el auxilio del rey de Elam, que le envió importantes refuerzos al mando de su lugarteniente en jefe, un tal Imbappa, el segundo de este, un tal Tannânu, y diez generales más, junto con el temible caudillo suteo Nergal-nasir, al frente de unas fuerzas que los Anales de Senaquerib elevaban a 80.000 hombres. Pronto se hicieron con el control de las principales ciudades de la Baja Mesopotamia, como Ur, Eridu, Nippur Kutha y Borsippa, así como del apoyo de las tribus cercanas.
Senaquerib, reaccionó con su característico brío ("rugiendo como un león"), movilizando un inmenso dispositivo militar y emprendiendo personalmente la reconquista de la zona. Partió de Aššur el 20 de Shabâtu (enero-febrero). A la cabeza de un primer ejército, cercó, en las proximidades de Kutha, a los rebeldes babilonios. Mientras, sus generales marcharon en vanguardia sobre la antigua ciudad de Kiš, para mantener a raya al grueso de la coalición. Elamitas y babilonios salieron de la ciudad al encuentro de los asirios, y trabaron combate en la llanada de Kiš. Tras tomar Kutha al asalto y exterminar a sus defensores, Senaquerib acudió a marchas forzadas en auxilio de sus generales, y derrotó en batalla a Merodac-Baladán, que huyó de nuevo al País del Mar. Los asirios tomaron prisioneros a un hijo de Merodac-Baladán, Adinu, así como a Baskânu, hermano de Yati'e, reina de los árabes, y numerosos soldados. De igual modo cayó en sus manos un inmenso botín de carros, carretas, caballos, mulas, burros, camellos y dromedarios, que formaban el aparato logístico de los vencidos, y los suministros que transportaban. A continuación, Senaquerib entró vencedor en Babilonia, apoderándose de los tesoros e insignias reales de Merodac-Baladán, así como de su esposa e hijas, harén y Corte. Sin embargo, los asirios no lograron atrapar a Merodac-Baladán, persiguiéndolo en vano durante cinco días por las marismas de la Baja Mesopotamia. En represalia, Senaquerib devastó su país de origen, Bit-Yakin. Tras someter de nuevo toda la Baja Mesopotamia al dominio asirio, esclavizando a los rebeldes, Senaquerib instaló en el trono a un nuevo rey-títere, el potentado babilonio Bel-ibni, educado en la Corte asiria. Una vez restablecida su autoridad, el monarca emprendió el retorno a su patria, deteniéndose a someter a distintas tribus arameas y a recibir cuantioso tributo de la ciudad de Hararati, a orillas del Éufrates. Retornó a Asiria con un botín que sus anales regios elevaban a la cifra de 208.000 prisioneros, 7.200 caballos y mulas, 11.073 burros, 5.230 camellos, 80.050 cabezas de ganado y 800.100 ovejas, sin incluir el material de guerra y lo repartido entre sus soldados.

### La campaña de los Zagros (702a.C.)
La gran rebelión de la Baja Mesopotamia y la intervención elamita provocó que el poderío asirio quedara en entredicho en sus límites nororientales. El rey Ishpabara de Ellipi, país montañés situado en la vertiente occidental de los Zagros y sometido a tributo, se levantó en armas, determinado a recuperar su plena independencia, al igual que los casitas y los habitantes de Yasubigallai. Por ello, Senaquerib emprendió una difícil y devastadora campaña en estas escarpadas regiones, en 702 a. C. Primero tomó la ciudad de Bit-Kilamzakh, reconstruida y convertida en capital de un distrito, que pasó a depender del gobierno de Arrapkha. Los montañeses sometidos fueron obligados a asentarse en la nueva capital, así como en las ciudades de Hardishpi y Bît-Kubatti. Una estela conmemoró la conquista asiria.
A continuación, los asirios se dirigieron contra el corazón de Ellipi. Tras tomar sus capitales, Murubishti y Akkuddu, así como las principales ciudades y fortalezas del reino, los asirios se dedicaron a arrasar el territorio y esclavizar a sus habitantes, antes de someter a su gobernantes a nuevos tributos. Una parte del territorio de Ellipi, la región llamada Bît-Barrû, fue anexionada por Asiria y convertida en una provincia con capital en Elenzash, rebautizada como Dür-Śïnakheheriba ("Fortaleza de Senaquerib"), e integrada en el círculo militar de Kharkhar (Kar-Sharrukín). Incluso las lejanas tribus medas rindieron tributo a los conquistadores.

### La campaña del Oeste (701a.C.)

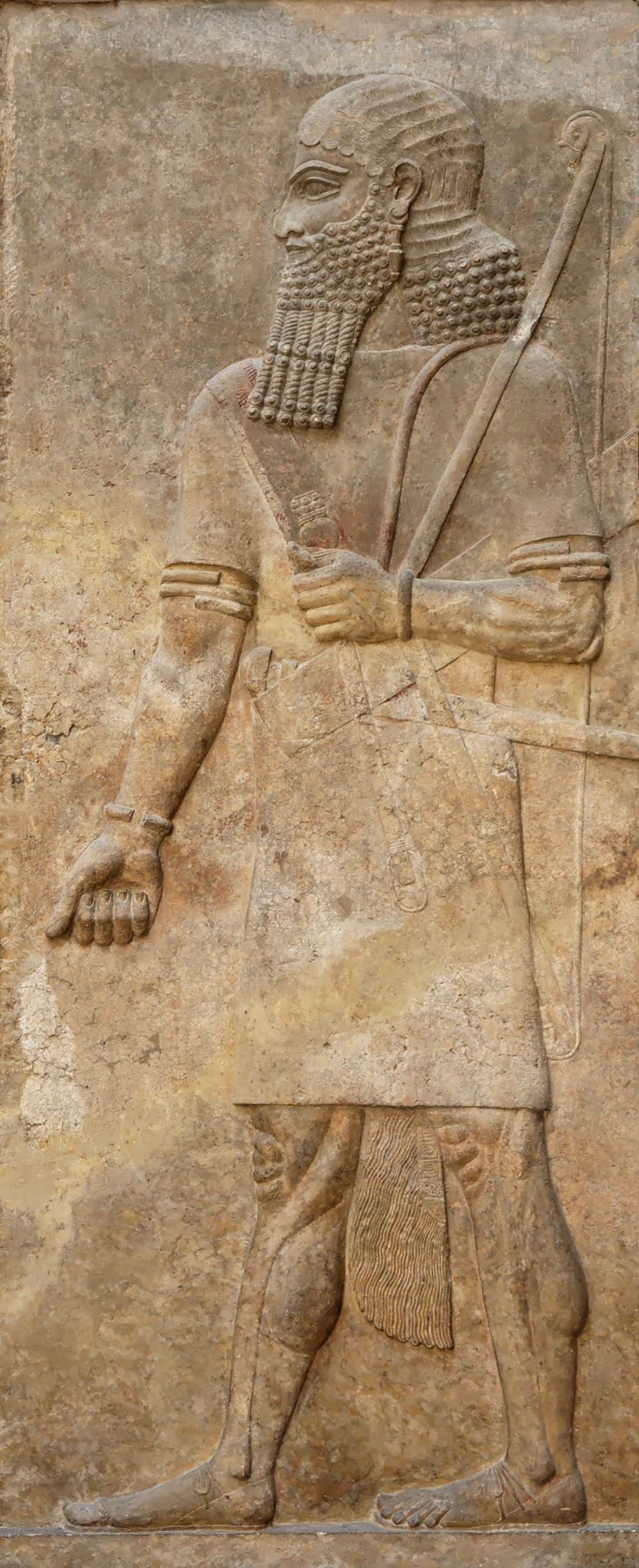
Relieve de un guerrero asirio, procedente de Dur Sharrukin (Museo del Louvre).

También en Siria y el Levante mediterráneo la muerte de Sargón II provocó el estallido de una revuelta general entre los principados tributarios de los asirios,  instigados por Egipto, que en aquel entonces estaba gobernado por el beligerante Shabitko, de origen kushita. En la ciudad-Estado filistea de Ascalón, el rey Sharru-lu-dari, entronizado por Sargón II, fue depuesto y sucedido por Sidka. En las fenicias Sidón y Tiro, su soberano, Luli también se unió a la revuelta. Asimismo, el gobernador asirio de Cilicia se alzó en armas, y con él los colonos griegos asentados en la polis de Tarso. El rey Ezequías de Judá recibió cartas de Merodac-Baladán de Babilonia, animándole a unirse a la rebelión, y convirtiéndose en el pilar en torno al cual gravitaron las fuerzas antiasirias en la Tierra de Israel.  El rey pro-asirio de Ecrón, Padi, fue destronado por los egipcios y enviado encadenado a Ezequías, para mayor humillación.
Siendo tal la situación en el Levante, en 701 a. C., tras sus victorias en los Zagros, Senaquerib marchó hacia el Oeste para someter de nuevo a los sublevados contra el yugo asirio. En primer lugar, la revuelta cilicia fue aplastada y la colonia griega de Tarso destruida. Tiro se rindió a los asirios. Su rey, Luli, se vio forzado a huir a Chipre, donde fallecería, y Senaquerib impuso a un tal Itobaal como nuevo príncipe en la ciudad-Estado, que perdió el control de Sidón y de Acre, que formaron un nuevo reino. Los reyes de las ciudades costeras fenicias, Menachem de Samsimuruna, Abdi-liti de Arvad y Uru-miliki de Biblos, se sometieron nuevamente. A continuación, el emperador asirio se dirigió hacia el sur, recibiendo el homenaje de diversos reyes: Mitinti de Asdod, Budu-ilu de Beth-Ammon, Kamusu-nadbi de Moab y Malik-rammu de Edom. Pero las cosas no fueron tan sencillas. Ascalón hubo de ser tomada por la fuerza, junto con las ciudades vecinas del mismo reino, Beth-Dagon, Joppa, Banaibarka y Asuru. Sidka fue tomado prisionero junto con su familia, tesoro y dioses, y Sharru-lu-dari restaurado en el trono de Ascalón. Pero el dominio asirio sobre Levante distaba mucho de haberse restablecido.
Volviendo su atención hacia el interior, hacia Judá, la Biblia indica que —en represalia por su traición— los asirios sitiaron y capturaron muchas de sus ciudades y pueblos fortificados. Ezequías envió un mensaje a los asirios que procedían en el asedio de Laquis, reconociendo su traición y ofreciéndose a pagar el tributo que Senaquerib le impusiera a cambio de la paz: A los catorce años del rey Ezequías, subió Senaquerib, rey de Asiria, contra todas las ciudades fortificadas de Judá y las tomó. Entonces Ezequías, rey de Judá, envió a decir al rey de Asiria que estaba en Laquis: Yo he pecado; apártate de mí, y haré todo lo que me impongas. Y el rey de Asiria impuso a Ezequías, rey de Judá, trescientos talentos de plata y treinta talentos de oro. La captura asiria de Lakís se presenta en un célebre friso, donde el cruel monarca aparece sentado sobre un trono ante la ciudad vencida, aceptando los despojos que le llevaban de aquella ciudad mientras se torturaba a algunos de los cautivos. Senaquerib envió a tres de sus capitanes, Rabsaqué, Tartán y Rabsarís, con una poderosa fuerza militar para pedir al rey y al pueblo de Jerusalén que capitularan y con el tiempo se sometieran a ser enviados al exilio. El mensaje asirio despreciaba de manera particular la fe de Ezequías en Yahvé. Alardeando sobre cómo su dios sería tan impotente como los dioses de los países que ya habían caído ante el poder asirio:

Que no te engañe tu Dios, en quien confías, haciéndote pensar que Jerusalén no será entregada en manos del rey de Asiria.

Tú has oído, seguramente, lo que hicieron los reyes de Asiria a todos los países, al consagrarlos al exterminio total. ¿Y tú, te vas a librar?

¿Libraron acaso sus dioses a esas naciones que mis padres han destruido, a Gozán, Jarán, Résef y a la gente de Edén que está en Telasar?

¿Dónde están el rey de Jamat, el rey de Arpad, el rey de la ciudad de Sefarvaim, el de Hená y el de Ivá?
Dio, por tanto, Ezequías toda la plata que fue hallada en la casa de IHVH, y en los tesoros de la casa real.

El relato bíblico no especifica la liberación del rey Padi de Ecrón, pero muestra que Ezequías pagó el exorbitante tributo de 300 talentos de plata y 30 talentos de oro que exigió Senaquerib. La embajada asiria regresó con su monarca, quien a la sazón estaba luchando contra Libná, y se oyó decir respecto al príncipe kushita Taharqa, futuro faraón, "Mira que ha salido a pelear contra ti". Las inscripciones de Senaquerib hablan de una batalla en Elteqeh, unos 15 km al NNO de Ecrón, en la que derrotó a un ejército egipcio y las fuerzas del rey de Etiopía. Luego, conquistó las ciudades de Timnah y Ecrón, donde ejecutó a los líderes rebeldes y restauró en el trono al liberado Padi.

### La campaña de Judá y el sitio de Jerusalén (701a.C.)

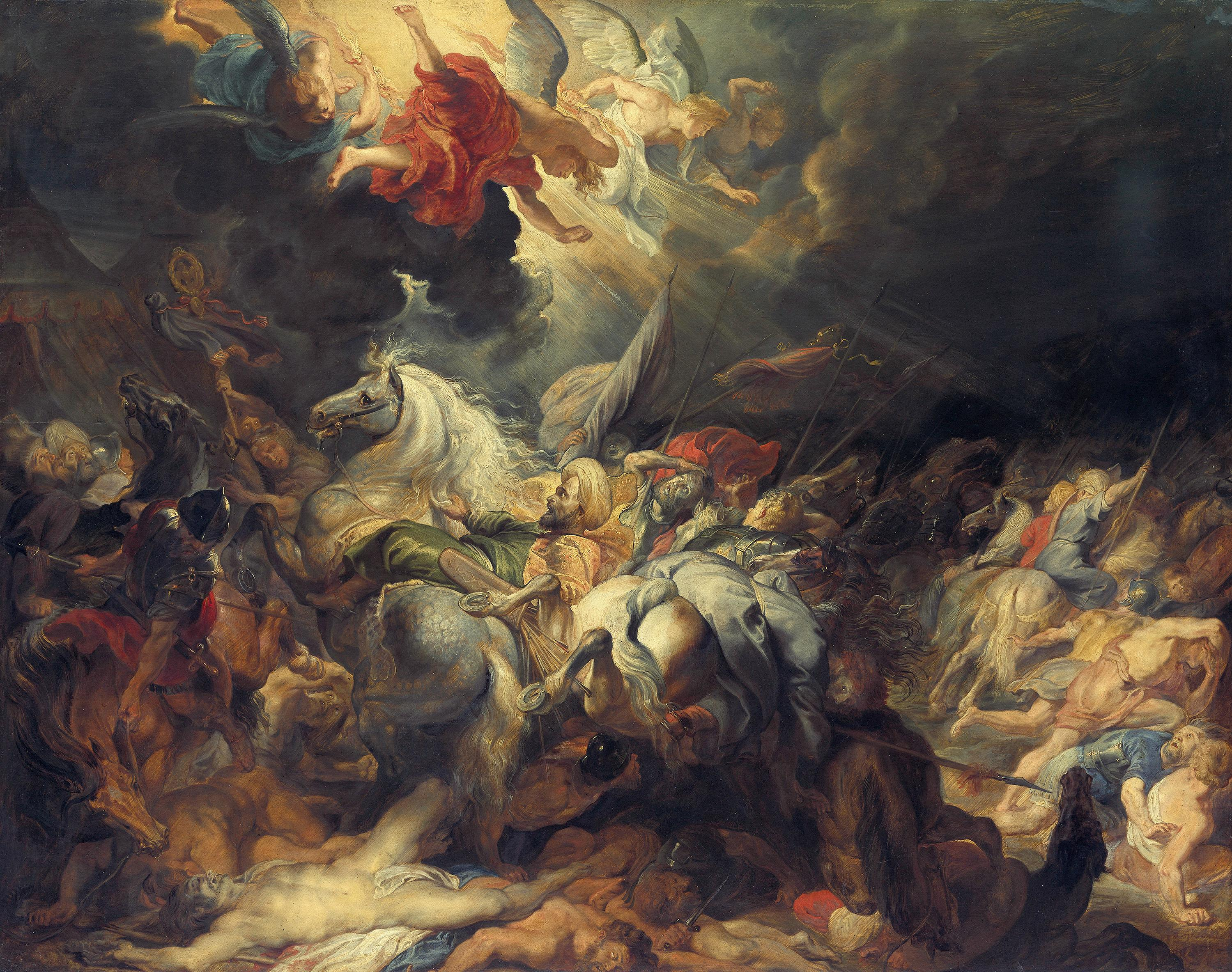
La caída de Senaquerib, obra temprana de Rubens.

En cuanto a Jerusalén, aunque Senaquerib había enviado cartas amenazadoras advirtiendo a Ezequías que no había desistido de su determinación de tomar la capital de Judá, la Biblia dice que los asirios ni siquiera "[dispararon] allí una flecha", "ni [alzaron] contra ella cerco de sitiar". La Biblia dice que "no disparará contra ella (Jerusalén) una flecha" en una profecía del profeta Isaías, pero el hecho es que, tras derrotar a los egipcios. Senaquerib se volvió contra Judá, tomando varias ciudades amuralladas y poniendo sitio a Jerusalén. Según el relato bíblico Yahvé envió un ángel, que en una noche derribó a "ciento ochenta y cinco mil hombres en el campamento de los asirios": "se levantaron por la mañana, y he aquí que todos eran cadáveres". Tal desastre obligó a Senaquerib a regresar "con rostro avergonzado a su propio país".
El historiador judío del siglo I, Flavio Josefo, citaba al babilonio Beroso, cuando escribía:

"Senaquerib, de la expedición de Egipto regresó a Jerusalén, donde encontró a las tropas comandadas por Rapsaces en gran peligro por la peste. Yahveh les envió una enfermedad que, en la primera noche en que sitiaron a la ciudad mató a ciento ochenta mil soldados, con sus capitanes y centuriones."

Las inscripciones de Senaquerib no mencionan nada respecto a este desastre, pero en vista del tono jactancioso que domina habitualmente las inscripciones de los soberanos asirios, difícilmente cabría esperar que Senaquerib registrara tal derrota. No obstante, la versión asiria del asunto, inscrita en el llamado Prisma de Senaquerib, conservado en el Instituto Oriental de la Universidad de Chicago, muestra que, si bien Senaquerib no llegó a tomar Jerusalén, Judá fue sometida de nuevo al dominio asirio:

"En cuanto a Ezequías el Judío, que no se sometió a mi yugo, puse sitio a 46 de sus ciudades fuertes, e innumerables aldehuelas de sus inmediaciones, y (las) conquisté mediante arietes y máquinas de asedio. Saqué (de ellas) 200.150 personas, jóvenes y ancianos, varones y hembras, [así como] innumerables caballos, mulas, asnos, camellos y ganado mayor y menor, que le arrebaté y consideré botín. A él mismo (Ezequías), encerré en Jerusalén, su residencia real, como a un pájaro en una jaula. [...] Las ciudades que había tomado a saco desgajé de su país y las entregué a Mitinti, rey de Ašdod, a Padi, rey de Ecrón, y a Sillibel, rey de Gaza. Y así disminuí su territorio. (...) El propio Ezequías, fue por el terrible esplendor de mi majestad, y los árabes y las tropas mercenarias que había traído para reforzar Jerusalén, su ciudad real, le abandonaron. Me envió más tarde a Nínive, mi ciudad señorial, además de 30 talentos de oro, 800 talentos de plata, piedras preciosas, antimonio, grandes bloques de piedra roja, lechos (taraceados) con marfil, sillas [taraceadas] con marfil, cueros de elefante, madera de ébano, madera de boj [y] toda clase de valiosos tesoros, sus hijas, concubinas, músicos y músicas. Para entregar el tributo y rendir obediencia como un esclavo envió a sus mensajeros (personales)."

Algunos comentaristas intentan explicar el desastre refiriéndose a un relato de Heródoto en el que cuenta que sobre el campamento asirio "cayó durante la noche un tropel de ratones campestres que royeron sus carcajes, sus arcos y, asimismo, los brazales de sus escudos", lo que los incapacitó para la invasión de Egipto. Este relato obviamente no coincide con el registro bíblico, ni tampoco armoniza con las inscripciones asirias. No obstante, los relatos de Beroso y Heródoto reflejan el hecho de que las fuerzas de Senaquerib sufrieron una repentina calamidad en esta campaña.

### La segunda campaña de Babilonia (700a.C.)
A pesar de su victoriosa campaña en Levante, las dificultades de Senaquerib no habían terminado. Aprovechando que el monarca asirio estaba comprometido junto al grueso de sus fuerzas en el oeste, el tenaz rey babilonio Merodac-Baladán reapareció y volvió a alzar en armas al sur de Mesopotamia. Marchando sobre Babilionia en la cuarta campaña de su reinado, el monarca asirio depuso y tomó prisionero al entonces rey, Belibni, cuya lealtad era más que sospechosa, para avanzar a continuación sobre Bit-Yakin. Shuzubi el caldeo, señor de Bitûtu, huyó. Con objeto de acabar de una vez con la revuelta, Senaquerib envió a sus tropas al corazón mismo de las marismas. Merodac-Baladán retrocedió ante el avance de las huestes asirias, pero, finalmente, fue acorralado en sus últimos reductos a orillas del Golfo Pérsico. Embarcó entonces una parte de sus tropas, las estatuas de sus dioses e incluso los huesos de sus antepasados, y navegó por la costa hasta la ciudad elamita de Nagitu, donde buscó refugio. Las tropas asirias, que no pudieron impedir su huida, batieron los cañaverales y sus poblaciones, saqueando la región hasta la frontera de Elam y trajeron, entre los prisioneros, a varios príncipes reales y a los hermanos que el monarca fugitivo había dejado atrás. A fin de solventar la irritante y siempre renaciente rebelión, espoleada por la permanente traición de los babilonios, Senaquerib decidió esta vez poner en el trono de Babilonia a su propio primogénito, el príncipe heredero, Aššur-nādin-šumi, el cual ejercería un férreo dominio sobre la Baja Mesopotamia al tiempo que iba aprendiendo el ejercicio del poder.

### La campaña de Nippur (699a.C.)
Estos acontecimientos tuvieron repentina repercusión en Elam. Una revuelta palaciega derribó a Šutruk-Naḫḫunte II, en provecho de su hermano más joven, Ḫallušu-Inšušinak, que reinó en Susa desde 699 a 693 a. C. Este cambio provocaría nuevas guerras, pero, por el momento, la tranquilidad parecía reinar de nuevo en el Imperio Asirio, si bien la regia vanidad exigió que se registrara como "quinta campaña" una expedición menor contra la ciudad de Utku, en los montes de Nippur, al este del Tigris. Senaquerib dejó que sus generales se encargaran solos de reprimir la rebelión del gobernador de Cilicia, Kirua, en 696, cuya capital fue tomada al asalto; él mismo fue enviado prisionero a Nínive, donde fue desollado. Al año siguiente hubo una campaña punitiva contra Til-Garimmu, cerca del Tauro. Él mismo se quedó en la propia Asiria, consagrándose a la realización de una obra que deseaba vivamente: la construcción de su propia capital.

### La reconstrucción de Nínive (c. 705 - 690a.C.)

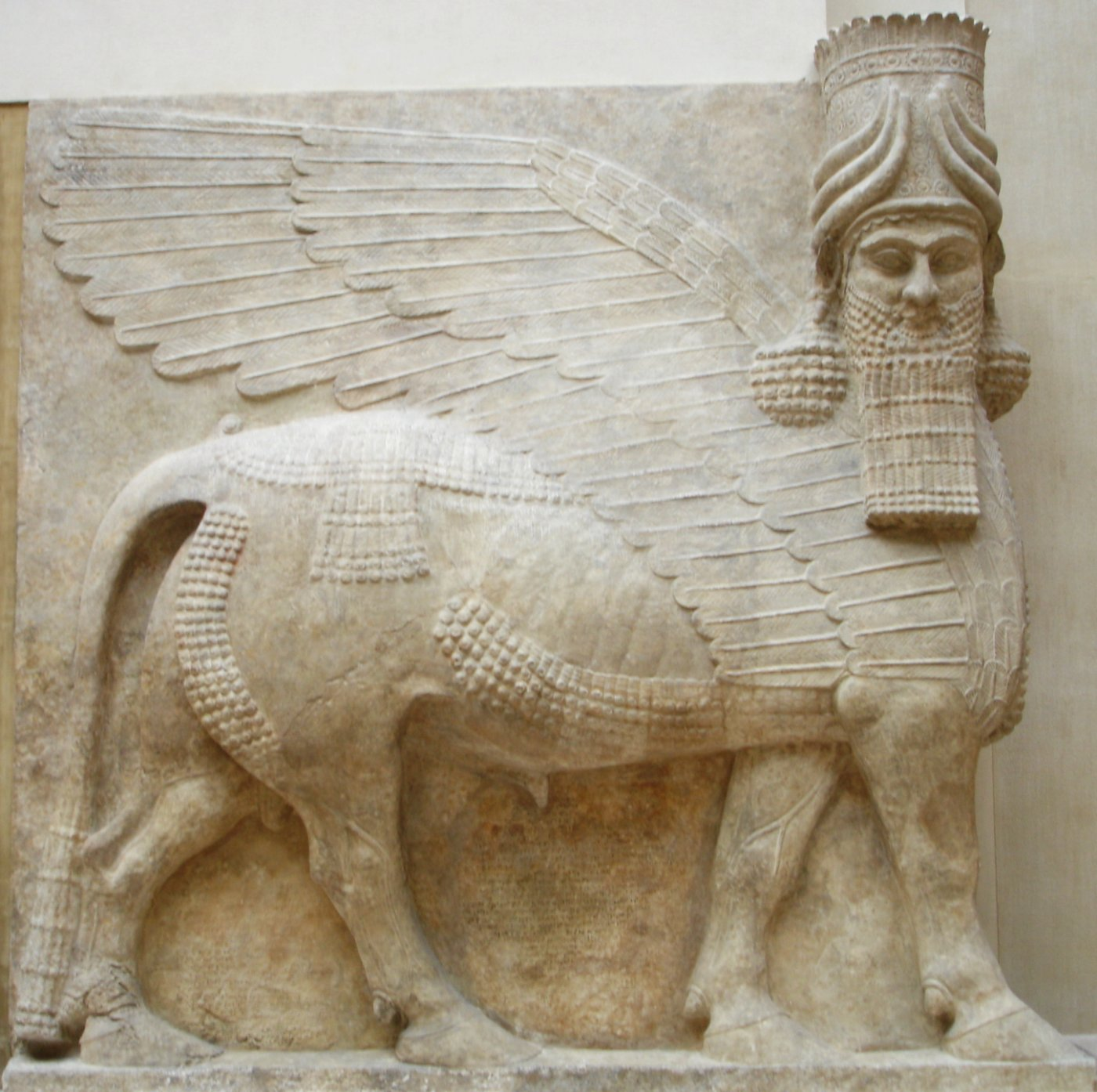
Un toro alado o Shedu asirio, procedente de Dur Sharrukin.

Al ascender al trono Senaquerib abandonó la inacabada ciudad de su padre, Dur Sharrukin, convertida en una simple capital provincial. Centró sus esfuerzos constructivos  en la antigua ciudad de Nínive, un ancestral centro religioso de gran importancia que nunca había sido corte real, con objeto de convertirla en la más bella ciudad del reino y en capital de su pujante imperio. El rey la reconstruyó desde sus cimientos e hizo de ella una fastuosa metrópolis. La primera versión de los anales de su reinado, escrita después de la campaña de 703 a. C., ya comprendía un balance prometedor de las obras de Nínive. La quinta, en 694 a. C., fecha en que fue inaugurado solemnemente el nuevo palacio, ofrece una descripción completa.
Senaquerib poseía un vivo interés por el urbanismo y la ingeniería, pasión por la belleza y refinados gustos artísticos. En primer lugar, el rey asirio amplió el perímetro de la ciudad enormemente, de 9.300 a 21.815 codos. Agrandó sus plazas y calles, hizo construir a la puerta de la ciudad interior un puente de ladrillos y cal, dispuso una triunfal «vía real», de más de treinta metros de ancha y bordeada de estelas que, a través de la ciudad, venía a parar a la «Puerta de los Jardines», una de las quince grandes puertas de la muralla exterior, de 40 ladrillos de espesor y 100 de alta, y protegida por un foso de cincuenta metros de anchura. Tenía entre 15 y 18 puertas impresionantes, cada una de ellas dedicada a una divinidad. Se desvió el canal Tebiltu, cuyas aguas habían minado los cimientos del antigua acrópolis, que no medía más que 395 codos por 95. Tras rellenar el antiguo cauce, la plataforma se expandió a 914 codos por 440, y alzada hasta una altura de 190 hileras de ladrillos. Sobre esta superficie se edificó un espectacular palacio. Tenía al menos 80 habitaciones, y 3 kilómetros de decoración mural sobre placas de alabastro adosadas a los muros de adobe. Senaquerib lo bautizó como "Palacio sin rival". Para su construcción hizo venir de todas partes los materiales necesarios. Se explotaron nuevas canteras, talaron bosques aún vírgenes, y refinaron las artes de la escultura y la metalurgia. Monstruosos toros alados con cabezas de reyes barbudos, los Shedu, franqueaban sus principales puertas.

### La campaña de Elam (693a.C.)
En el 694 a. C. se decidió a llevar a cabo una campaña a territorio elamita en busca de Merodac-Baladán, para ello construyó una flota a la que incorporó marineros fenicios y chipriotas. Estos navíos descendieron el Tigris hasta Opis, y desde ahí mediante troncos los llevaron al Éufrates. En el fueron hasta Caldea donde se embarcaron las tropas y el abastecimiento. Se retrasaron por una tormenta, pero finalmente llegaron a Nagitu donde se encontraba Merodac-Baladán. Allí saquearon varias ciudades y con el botín volvieron al campamento situado en Bab-Salimeti. Como respuesta el rey de Elam invadió Babilonia por el norte, entrando en la ciudad de Sippar, capturando el hijo mayor de Senaquerib e instaurando en el trono a un protegido suyo,  
Tuvo que esperar un año hasta septiembre del 693 para poder devolver el golpe al reino de Elam. Atacó cerca de Nippur a un ejército elamita y babilonio a los que derrotó y pudo capturar a Nergalushezib. Mientras tanto en Elam el rey fue expulsado a causa de esta derrota y fue coronado su hermano mayor Kurdurnakhkhunte. Senaquerib quiso aprovechar su ventaja y continuó avanzando mientras los elamitas se retiraban, pero los rigores del invierno le obligaron a retirarse a su territorio. Mientras tanto el nuevo rey de Elam era asesinado y sustituido por Menanu que reinó hasta el 687.
Por otro lado los babilonios recurrieron a un caldeo llamado Mushezibmarduk que había dirigido una obstinada guerrilla en el sur contra los asirios. Este comprando a todos sus aliados, y con la ayuda de Menanu consiguió en el 691 levantar todos los pueblos de los Zagros, Parsuash, Anzan, Ellipi y Pasheru, así como a los nómadas caldeos y arameos de las fronteras. Siendo la base de este ejército las tropas elamitas. Estos se enfrentaron a Senaquerib en las cercanías de Samarra. En esta dura batalla murió el lugarteniente elamita, pero a pesar de ello la coalición salió victoriosa, a costa de graves pérdidas que les imposibilitaron aprovechar la victoria.

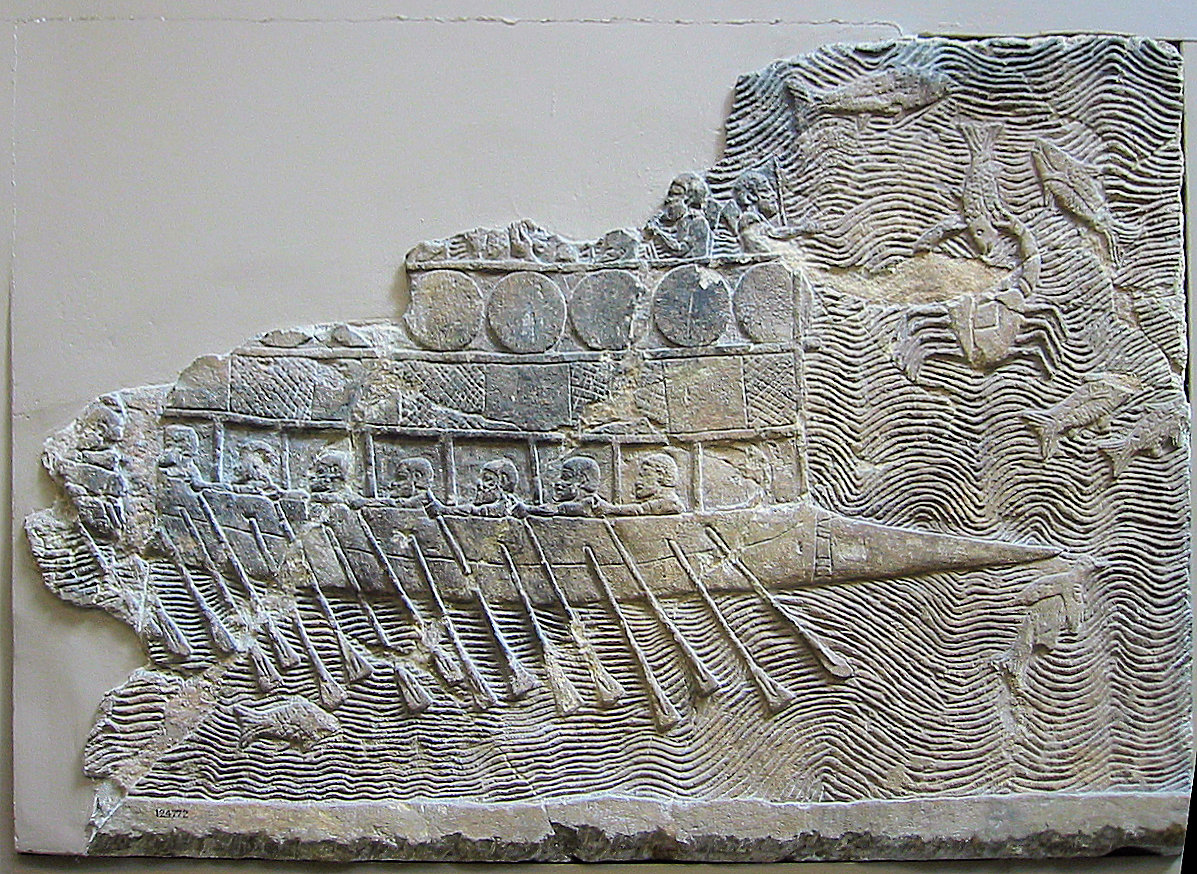
Birreme asirio, c. 700 a. C.

### La destrucción de Babilonia (689a.C.)
Dos años más tardes, 689, este rehízo sus fuerzas y aprovechando la debilidad del rey de Elam marchó contra Babilonia. Por medio de asalto mediante brechas y escaladas  se hizo con ella en diciembre del 689 e hizo prisionero al rey Mushezib-Marduk. La ciudad fue objeto de saqueo, siendo los habitantes masacrados, deportados o vendidos como esclavos. Los edificios fueron arrasados, tanto los civiles como los religiosos, robaron o destruyeron las obras de arte, y sus cimientos fueron arrojados al río. Esta destrucción fue una cosa inusitada en su momento, ya que las ciudades religiosas del momento se solían dejar exentas de saqueo. 
Esta destrucción acababa con el polo de atracción de los pueblos nómadas y seminómadas del sur, además de que se vengaba de la derrota en la batalla, y se vengaba de la captura y muerte de su hijo primogénito.

### La paz y el problema sucesorio (688-681a.C.)
Tras la destrucción de Babilonia, los ocho años restantes del reinado de Senaquerib fueron de aparente paz. El rey permaneció en Nínive, entregado a tareas constructivas, aunque sus generales dirigieron alguna campaña punitiva —por ejemplo contra los árabes—. Apenas tres meses después de la caída de Babilonia, murió Khumbannimena II, rey de Elam, y le sucedió Khumbankhaltash II, que probablemente fuera su sobrino. Bajo su pacífico reinado. Elam vio crecer su influencia: Ellipi y el País del Mar —donde se instaló como gobernante un hijo del tenaz Merodac-Baladán— se sacudieron la tutela asiria para volverse hacia Elam. En Anatolia, el país de Tabal también recobró su independencia, y Urartu ocupó de nuevo Musasir y algunas regiones vecinas de la frontera septentrional de Asiria. Por tanto, Senaquerib no fue capaz de mantener intactas las fronteras del dilatado imperio forjado por su padre.
En el interior del país se sucedieron los problemas, paralizando nuevas ofensivas que permitieran el restablecimiento de la hegemonía asiria en todos los frentes. La muerte de su príncipe heredero provocó una grave crisis en la corte asiria, ya de por sí dada a la intriga. La tradición mesopotámica establecía que el hijo mayor del rey era siempre, de derecho y de conformidad con los mandatos divinos, el legítimo heredero del trono. Sin embargo, si llegaba a morir antes que su padre, este podía designar libremente a su sucesor en el poder, sin tener en cuenta la edad o la madre. Senaquerib tenía aún cinco hijos vivos, el menor de los cuales era Asarhaddón (Assurakhaiddina), nacido de su última esposa, Naqi'a, a la que se llamaba en asirio Zakutu. Mujer en apariencia enérgica y ambiciosa, intrigó apasionadamente en favor de su hijo, conquistando poco a poco el corazón del Rey. Sin embargo, los hermanos mayores de Asarhaddón defendían no menos encarnizadamente sus respectivas candidaturas, y contaban con sus propias camarillas. El nacionalismo asirio se convirtió en una importante cuestión en disputa, ya que denunciaban como crímenes las simpatías probabilonias de la reina y su hijo. El resultado fue el florecimiento de las luchas y las intrigas constantes en el seno de la familia real.
Finalmente, el elegido fue Asarhaddón, quien registró el hecho en sus propios anales regios:

"Soy el hermano menor de mis hermanos mayores. Por orden de los dioses Assur, Sin, Samas, Bel y Nabu, istar de Nínive e Istar de Arbela, mi padre, que me engendró, me elevó ante la asamblea de mis hermanos, diciendo: 'Este es el hijo que me sucederá'. Interrogó a los dioses Samas y Adad por medio de una consulta hepatoscópica, y le respondieron con un 'sí' sin ambigüedades: 'es él quien te reemplazará'. Ateniéndose con devoción a su solemne sentencia, reunió entonces, todos juntos, a los habitantes de Asiria, pequeños y grandes, a mis hermanos y a la descendescia masculina de la casa de mi padre, y delante de Assur, Sin, Samas, Nabu (y) Marduk, los dioses de Asiria y los dioses que habitan el cielo y la tierra, les hizo jurar solemnemente para que todos respetaran mi derecho a la sucesión. En un mes favorable, en un día propicio, entré en la Casa de la Sucesión..."

El 20 de tevet de 681 a. C., según el Antiguo Testamento, "sucedió que mientras adoraba en el templo de Nisroc, su dios, sus hijos Adramelec y Sarezer lo mataron a espada y huyeron a la tierra de Ararat". Una inscripción de su hijo, sucesor y vengador, Assarhadón, confirma esta declaración bíblica, aunque no menciona los verdaderos nombres de los asesinos. El Segundo Libro de los Reyes, capítulo 19, versículos del 1 al 37. dice:

"1. Cuando el rey Ezequías lo oyó, rasgó sus vestidos y se cubrió de cilicio, y entró en la casa de Jehová.
2. Y envió a Eliaquim mayordomo, a Sebna escriba y a los ancianos de los sacerdotes, cubiertos de cilicio, al profeta Isaías hijo de Amoz,
3. para que le dijesen: Así ha dicho Ezequías: Este día es día de angustia, de reprensión y de blasfemia; porque los hijos están a punto de nacer, y la que da a luz no tiene fuerzas.
4. Quizá oirá Jehová tu Dios todas las palabras del Rabsaces, a quien el rey de los asirios su señor ha enviado para blasfemar al Dios viviente, y para vituperar con palabras, las cuales Jehová tu Dios ha oído; por tanto, eleva oración por el remanente que aún queda.
5. Vinieron, pues, los siervos del rey Ezequías a Isaías.
6. E Isaías les respondió: Así diréis a vuestro señor: Así ha dicho Jehová: No temas por las palabras que has oído, con las cuales me han blasfemado los siervos del rey de Asiria.
7. He aquí pondré yo en él un espíritu, y oirá rumor, y volverá a su tierra; y haré que en su tierra caiga a espada.
8. Y regresando el Rabsaces, halló al rey de Asiria combatiendo contra Libna; porque oyó que se había ido de Laquis.
9. Y oyó decir que Tirhaca rey de Etiopía había salido para hacerle guerra. Entonces volvió él y envió embajadores a Ezequías, diciendo:
10. Así diréis a Ezequías rey de Judá: No te engañe tu Dios en quien tú confías, para decir: Jerusalén no será entregada en mano del rey de Asiria.
11. He aquí tú has oído lo que han hecho los reyes de Asiria a todas las tierras, destruyéndolas; ¿y escaparás tú?
12. ¿Acaso libraron sus dioses a las naciones que mis padres destruyeron, esto es, Gozán, Harán, Resef, y los hijos de Edén que estaban en Telasar?
13. ¿Dónde está el rey de Hamat, el rey de Arfad, y el rey de la ciudad de Sefarvaim, de Hena y de Iva?
14. Y tomó Ezequías las cartas de mano de los embajadores; y después que las hubo leído, subió a la casa de Jehová, y las extendió Ezequías delante de Jehová.
15. Y oró Ezequías delante de Jehová, diciendo: Jehová Dios de Israel, que moras entre los querubines, sólo tú eres Dios de todos los reinos de la tierra; tú hiciste el cielo y la tierra.
16. Inclina, oh Jehová, tu oído, y oye; abre, oh Jehová, tus ojos, y mira; y oye las palabras de Senaquerib, que ha enviado a blasfemar al Dios viviente.
17. Es verdad, oh Jehová, que los reyes de Asiria han destruido las naciones y sus tierras;
18. y que echaron al fuego a sus dioses, por cuanto ellos no eran dioses, sino obra de manos de hombres, madera o piedra, y por eso los destruyeron.
19. Ahora, pues, oh Jehová Dios nuestro, sálvanos, te ruego, de su mano, para que sepan todos los reinos de la tierra que sólo tú, Jehová, eres Dios.
20. Entonces Isaías hijo de Amoz envió a decir a Ezequías: Así ha dicho Jehová, Dios de Israel: Lo que me pediste acerca de Senaquerib rey de Asiria, he oído.
21. Ésta es la palabra que Jehová ha pronunciado acerca de él: La virgen hija de Sion te menosprecia, te escarnece; detrás de ti mueve su cabeza la hija de Jerusalén.
22. ¿A quién has vituperado y blasfemado? ¿y contra quién has alzado la voz, y levantado en alto tus ojos? Contra el Santo de Israel.
23. Por mano de tus mensajeros has vituperado a Jehová, y has dicho: Con la multitud de mis carros he subido a las alturas de los montes, a lo más inaccesible del Líbano; cortaré sus altos cedros, sus cipreses más escogidos; me alojaré en sus más remotos lugares, en el bosque de sus feraces campos.
24. Yo he cavado y bebido las aguas extrañas, he secado con las plantas de mis pies todos los ríos de Egipto.
25. ¿Nunca has oído que desde tiempos antiguos yo lo hice, y que desde los días de la antigüedad lo tengo ideado? Y ahora lo he hecho venir, y tú serás para hacer desolaciones, para reducir las ciudades fortificadas a montones de escombros.
26. Sus moradores fueron de corto poder; fueron acobardados y confundidos; vinieron a ser como la hierba del campo, y como hortaliza verde, como heno de los terrados, marchitado antes de su madurez.
27. He conocido tu situación, tu salida y tu entrada, y tu furor contra mí.
28. Por cuanto te has airado contra mí, por cuanto tu arrogancia ha subido a mis oídos, yo pondré mi garfio en tu nariz, y mi freno en tus labios, y te haré volver por el camino por donde viniste.
29. Y esto te daré por señal, oh Ezequías: Este año comeréis lo que nacerá de suyo, y el segundo año lo que nacerá de suyo; y el tercer año sembraréis, y segaréis, y plantaréis viñas, y comeréis el fruto de ellas.
30. Y lo que hubiere escapado, lo que hubiere quedado de la casa de Judá, volverá a echar raíces abajo, y llevará fruto arriba.
31. Porque saldrá de Jerusalén remanente, y del monte de Sion los que se salven. El celo de Jehová de los ejércitos hará esto.
32. Por tanto, así dice Jehová acerca del rey de Asiria: No entrará en esta ciudad, ni echará saeta en ella; ni vendrá delante de ella con escudo, ni levantará contra ella baluarte.
33. Por el mismo camino que vino, volverá, y no entrará en esta ciudad, dice Jehová.
34. Porque yo ampararé esta ciudad para salvarla, por amor a mí mismo, y por amor a David mi siervo.
35. Y aconteció que aquella misma noche salió el ángel de Jehová, y mató en el campamento de los asirios a ciento ochenta y cinco mil; y cuando se levantaron por la mañana, he aquí que todo era cuerpos de muertos.
36. Entonces Senaquerib rey de Asiria se fue, y volvió a Nínive, donde se quedó.
37. Y aconteció que mientras él adoraba en el templo de Nisroc su dios, Adramelec y Sarezer sus hijos lo hirieron a espada, y huyeron a tierra de Ararat. Y reinó en su lugar Esar-hadón su hijo."
<ref>Santa Biblia(Reina Valera 1960)<ref>

## Matrimonios e hijos
De su esposa principal, la reina Tasmetusarrat, tuvo probablemente los siguientes hijos documentados:
- Asurnadinsumi, príncipe heredero y rey de Babilonia (699-694 a. C.), fallecido en 694 a. C. a manos de los elamitas.
- Asurilimubalisu, sacerdote en Assur.
- Asursumusabi, fallecido hacia 700 a. C.
- Ardamulissi (o Urdumulissu), que conspiró con Nergalsumuibni para asesinar a su padre.
- Nergalsumuibni, que conspiró con Ardamulissi para asesinar a su padre.

De su concubina favorita, Naqi'a, tuvo al menos un hijo y una hija:
- Asarhaddón, rey de Asiria (681-668 a. C.)
- Saditu